# Georges Pencreac'h
Pour les articles homonymes, voir Pencreac'h.
Georges Pencreac'h est un architecte français né en 1941.

## Carrière
Georges Pencreac'h fait ses études à l'ENSAIS,à Strasbourg. Entre 1967 et 1973 il est architecte urbaniste à l'Établissement public de la ville nouvelle de Cergy-Pontoise et participe aux études urbaines du quartier de la Préfecture. Puis il s'associe avec Claude Vasconi et réalise le Forum des Halles de Paris, le Centre culturel et administratif de Cergy-Pontoise ainsi que des ensembles de logements sociaux.
En 1974, il est lauréat du prix de l'Équerre d'argent pour l'école des Maradas à Cergy-Pontoise. En 1984, il est lauréat de la médaille d'argent de l'Académie d'architecture.

## Réalisations

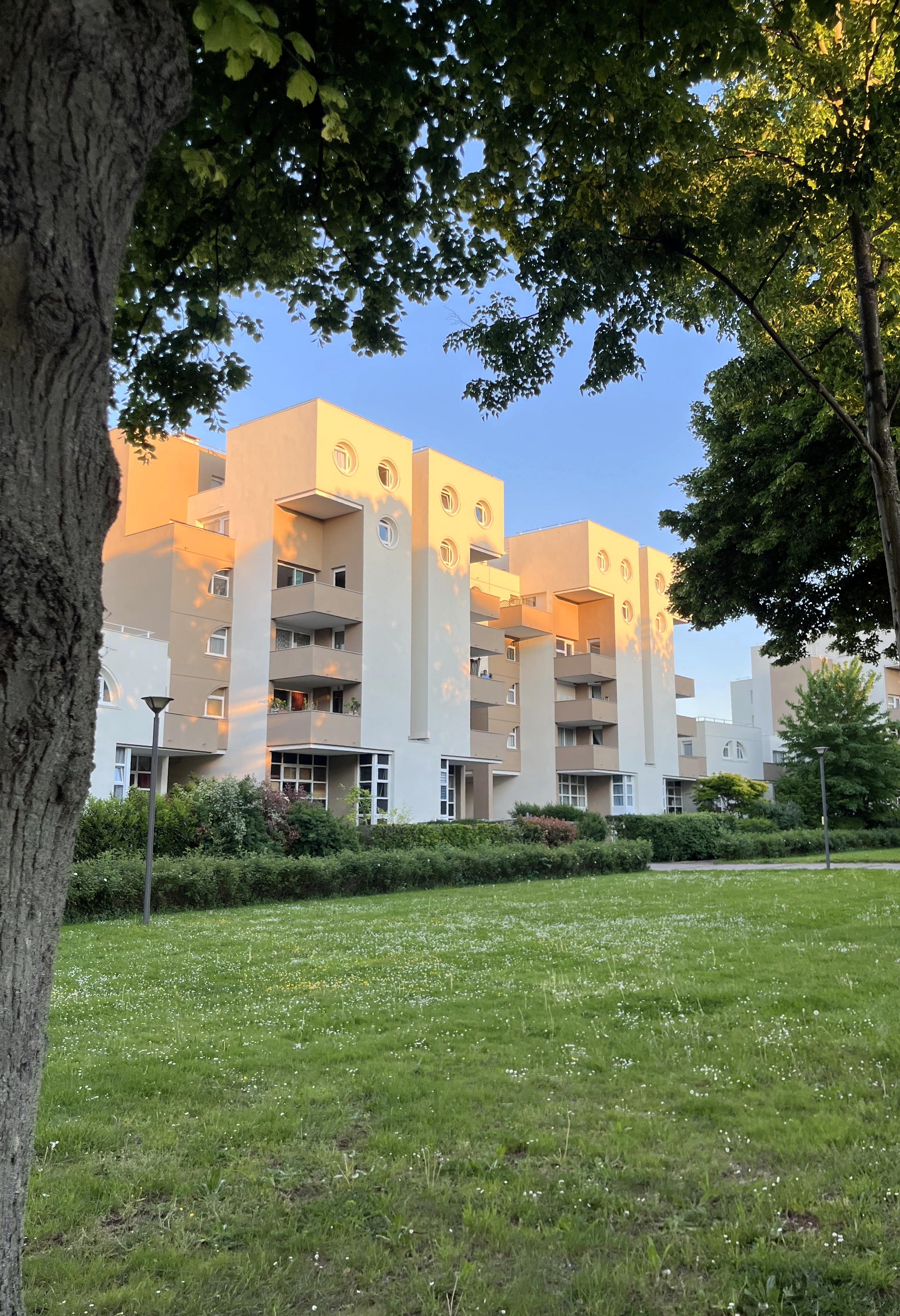
Immeubles de logements réalisés avec l'architecte Claude Vasconi en 1979 sur la Grande avenue des bois à Noisiel.

- 1974 : école des Maradas à Cergy-Pontoise
- 1972-1979 : Forum des Halles de Paris, avec Claude Vasconi
- 1974-1979 : Centre culturel et administratif André-Malraux de Cergy-Pontoise, avec Claude Vasconi
- 1985 : école polyvalente avenue Jean Jaurès Paris 19e arrondissement
- 1991-1993 : chapelle Notre-Dame-Réconciliatrice, 55-57 boulevard de Belleville à Paris 11e arrondissement[1]
- 1993 : médiathèque à l'angle 13 rue de Tanger, 2bis rue du Département à Paris 19e arrondissement
- 2001 : immeuble 129 rue des Poissonniers, 2 rue des Amiraux et rue Boinod à Paris 18e arrondissement